# 3048 Guangzhou
3048 Guangzhou (1964 TH1) là một tiểu hành tinh vành đai chính được phát hiện ngày 8 tháng 10 năm 1964 bởi Đài thiên văn Tử Kim Sơn ở Nanking.